# Công tước xứ Wellington
Công tước xứ Wellington (tiếng Anh: Duke of Wellington) là một tước hiệu thuộc Đẳng cấp quý tộc Vương quốc Liên hiệp Anh, đặt theo tên của đơn vị hành chính Wellington ở hạt Somerset, và được tạo ra vào năm 1814 cho Hầu tước Arthur Wellesley (1769–1852; sinh ra với tên gọi The Hon. Arthur Wesley), chỉ huy quân sự Anh-Ireland, người được biết đến nhiều nhất vì đã dẫn đầu chiến thắng quyết định cùng với Thống chế von Blücher trước lực lượng của Napoléon Bonaparte tại Waterloo ở Brabant (nay là Walloon Brabant, Vương quốc Bỉ). Wellesley sau đó đã hai lần giữ chức Thủ tướng Anh.
Cha của vị "Đệ nhất Công tước Wellington" là Garret Wesley, được phong Bá tước xứ Mornington vào năm 1760. Tổ tiên dòng dõi của ông là những chủ đất giàu có ở cả Anh và Ireland. Công tước xứ Wellington sở hữu 11 tước hiệu cha truyền con nối ở Anh và khắp châu Âu.

## Lịch sử
Các tước hiệu Công tước xứ Wellington và Hầu tước xứ Douro được ban cho Arthur Wellesley, Hầu tước thứ nhất của Wellington, vào ngày 3 tháng 5 năm 1814, sau khi Hoàng đế Napoleon của Đệ Nhất Đế chế Pháp thoái vị và ông trở về Anh như một người anh hùng. Arthur Wellesley đã tham gia khoảng 60 trận chiến trong suốt cuộc đời binh nghiệp của mình. Ông được gọi là "kẻ chinh phục Napoléon", và được xem là một trong những quân nhân tốt nhất mà Vương quốc Anh và Ireland từng sản sinh ra, cùng với Công tước thứ nhất xứ Marlborough và Công tước thứ hai của Argyll.
Các tước hiệu phụ của Công tước Wellington gồm có: Hầu tước xứ Wellington (1812), Hầu tước xứ Douro (1814), Bá tước xứ Mornington (1760 - nhưng chỉ được thừa kế bởi Công tước Wellington năm 1863), Bá tước xứ Wellington (1812), Tử tước Wellesley (1760 - thừa kế năm 1863), Tử tước xứ Wellington (1809), Nam tước xứ Mornington (1746 - cũng được thừa kế vào năm 1863), và Nam tước xứ Douro (1809). Tử tước Wellesley cùng Nam tước và Bá tước Mornington nằm trong Đẳng cấp quý tộc Ireland; những tước hiệu còn lại ở thuộc Đẳng cấp quý tộc Vương quốc Liên hiệp Anh.
Ngoài các tước hiệu của Anh, Công tước Wellington còn có các tước hiệu Thân vương xứ Waterloo (Prins van Waterloo, 1815) của Vương quốc Anh của Hà Lan, Công tước xứ Ciudad Rodrigo (Duque de Ciudad Rodrigo, 1812) của Vương quốc Tây Ban Nha, và  Công tước xứ Victoria (Duque da Vitória, 1812), với các tước hiệu phụ Hầu tước xứ Torres Vedras (Marquês de Torres Vedras, 1812) và  Bá tước xứ Vimeiro  (Conde de Vimeiro, 1811) của Vương quốc Bồ Đào Nha. Công tước đầu tiên của Wellington đã được trao danh hiệu chiến thắng (victory titles) vì sự phục vụ xuất sắc của ông với tư cách là vị tướng chỉ huy chiến thắng trong Chiến tranh Bán đảo (ở Tây Ban Nha và Bồ Đào Nha) và trong Trận Waterloo (ở Bỉ).
Nơi cư trú của gia đình Công tước Wellington là Stratfield Saye House, gần Basingstoke, Hampshire. Apsley House, ở Luân Đôn, hiện thuộc sở hữu của Di sản Anh, mặc dù gia đình vẫn giữ một căn hộ ở đó.

## Dukes of Wellington (1814)

Các công tước xứ Wellington

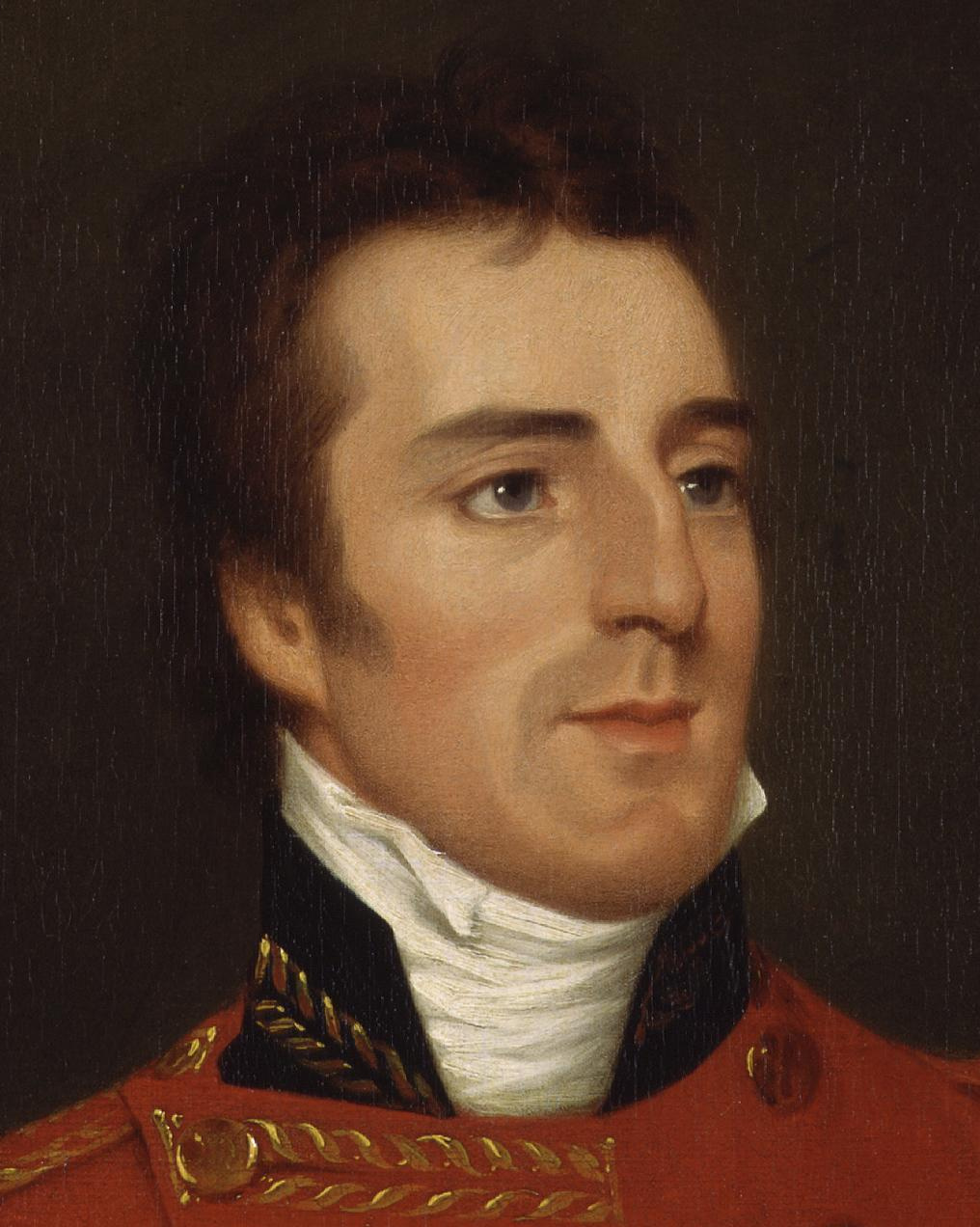
Công tước thứ nhất của xứ Wellington

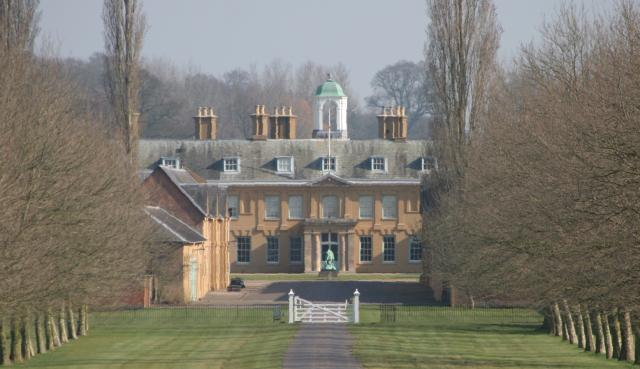
Nơi ở của gia đình Công tước Stratfield Saye House

| Được tạo bởi Nhiếp chính vương (thay mặt cho Vua George III) | Được tạo bởi Nhiếp chính vương (thay mặt cho Vua George III) | Được tạo bởi Nhiếp chính vương (thay mặt cho Vua George III) | Được tạo bởi Nhiếp chính vương (thay mặt cho Vua George III) | Được tạo bởi Nhiếp chính vương (thay mặt cho Vua George III)                                                                    | Được tạo bởi Nhiếp chính vương (thay mặt cho Vua George III) | Được tạo bởi Nhiếp chính vương (thay mặt cho Vua George III) |
| #                                                            | Name                                                         | Period                                                       | Duchess                                                      | Notes | Other titles |                                                              |
| ------------------------------------------------------------ | ------------------------------------------------------------ | ------------------------------------------------------------ | ------------------------------------------------------------ | --- | --- | ------------------------------------------------------------ |
| 1                                                            | Arthur Wellesley (sinh ra là Wesley) (1769–1852)             | 1814–1852                                                    | The Hon. Catherine Pakenham                                  | Sĩ quan và chính khách của Quân đội Anh đã đánh bại Napoléon I tại Waterloo và Tipu Sultan tại Cuộc vây hãm Seringapatam (1799) | Thân vương xứ Waterloo, Công tước xứ Ciudad Rodrigo, Công tước xứ Victoria, Hầu tước xứ Wellington, Hầu tước xứ Douro, Hầu tước xứ Torres Vedras, Bá tước xứ Vimeiro, Tử tước xứ Wellington, Nam tước xứ Douro                                                        |                                                              |
| 2                                                            | Arthur Richard Wellesley (1807–1884)                         | 1852–1884                                                    | Quý bà Elizabeth Hay                                         | Con trai của công trước thứ nhất                                                                                                | Thân vương xứ Waterloo Công tước xứ Ciudad Rodrigo Công tước xứ Victoria Hầu tước xứ Wellington Hầu tước xứ Douro Hầu tước xứ Torres Vedras Bá tước xứ Vimeiro Bá tước Mornington Tử tước xứ Wellesley Tử tước xứ Wellington Nam tước xứ Douro Nam tước xứ Mornington |                                                              |
| 3                                                            | Henry Wellesley (1846–1900)                                  | 1884–1900                                                    | Evelyn Williams                                              | Cháu trai của công tước đầu tiên                                                                                                | Thân vương xứ Waterloo Công tước xứ Ciudad Rodrigo Công tước xứ Victoria Hầu tước xứ Wellington Hầu tước xứ Douro Hầu tước xứ Torres Vedras Bá tước xứ Vimeiro Bá tước Mornington Tử tước xứ Wellesley Tử tước xứ Wellington Nam tước xứ Douro Nam tước xứ Mornington |                                                              |
| 4                                                            | Arthur Charles Wellesley (1849–1934)                         | 1900–1934                                                    | Kathleen Williams                                            | Em trai của Công tước thứ 3 | Thân vương xứ Waterloo Công tước xứ Ciudad Rodrigo Công tước xứ Victoria Hầu tước xứ Wellington Hầu tước xứ Douro Hầu tước xứ Torres Vedras Bá tước xứ Vimeiro Bá tước Mornington Tử tước xứ Wellesley Tử tước xứ Wellington Nam tước xứ Douro Nam tước xứ Mornington |                                                              |
| 5                                                            | Arthur Charles Wellesley (1876–1941)                         | 1934–1941                                                    | Hon. Lilian Coats                                            | Con trai của Công tước thứ 4 | Thân vương xứ Waterloo Công tước xứ Ciudad Rodrigo Công tước xứ Victoria Hầu tước xứ Wellington Hầu tước xứ Douro Hầu tước xứ Torres Vedras Bá tước xứ Vimeiro Bá tước Mornington Tử tước xứ Wellesley Tử tước xứ Wellington Nam tước xứ Douro Nam tước xứ Mornington |                                                              |
| 6                                                            | Henry Valerian George Wellesley (1912–1943)                  | Năm 1941–1943                                                | chưa lập gia đình                                            | Con trai của Công tước thứ 5 | Thân vương xứ Waterloo Công tước xứ Ciudad Rodrigo Công tước xứ Victoria Hầu tước xứ Wellington Hầu tước xứ Douro Hầu tước xứ Torres Vedras Bá tước xứ Vimeiro Bá tước Mornington Tử tước xứ Wellesley Tử tước xứ Wellington Nam tước xứ Douro Nam tước xứ Mornington |                                                              |
| 7                                                            | Gerald Wellesley (1885–1972)                                 | 1943–1972                                                    | Dorothy Ashton                                               | Bác của Công tước thứ 6 | Thân vương xứ Waterloo Công tước xứ Ciudad Rodrigo Công tước xứ Victoria Hầu tước xứ Wellington Hầu tước xứ Douro Hầu tước xứ Torres Vedras Bá tước xứ Vimeiro Bá tước Mornington Tử tước xứ Wellesley Tử tước xứ Wellington Nam tước xứ Douro Nam tước xứ Mornington |                                                              |
| 8                                                            | Arthur Valerian Wellesley (1915–2014)                        | 1972–2014                                                    | Diana McConnel                                               | Con trai của Công tước thứ 7 | Thân vương xứ Waterloo Công tước xứ Ciudad Rodrigo Công tước xứ Victoria Hầu tước xứ Wellington Hầu tước xứ Douro Hầu tước xứ Torres Vedras Bá tước xứ Vimeiro Bá tước Mornington Tử tước xứ Wellesley Tử tước xứ Wellington Nam tước xứ Douro Nam tước xứ Mornington |                                                              |
| 9                                                            | Arthur Charles Valerian Wellesley (sinh năm 1945)            | 2014 – nay                                                   | Công chúa Antonia của Phổ                                    | Con trai của Công tước thứ 8 | Thân vương xứ Waterloo Công tước xứ Ciudad Rodrigo Công tước xứ Victoria Hầu tước xứ Wellington Hầu tước xứ Douro Hầu tước xứ Torres Vedras Bá tước xứ Vimeiro Bá tước Mornington Tử tước xứ Wellesley Tử tước xứ Wellington Nam tước xứ Douro Nam tước xứ Mornington |                                                              |

## Dòng dõi kế thừa
- Arthur Wellesley, Công tước thứ 4 xứ Wellington (1849–1934)
  -  Gerald Wellesley, Công tước thứ 7 xứ Wellington (1885–1972)
    -  Valerian Wellesley, Công tước thứ 8 xứ Wellington (1915–2014)
      -  Charles Wellesley, Công tước thứ 9 xứ Wellington (sinh 1945)
        - (1) Arthur Wellesley, Bá tước xứ Mornington (sinh 1978)
          - (2) Arthur Wellesley, Tử tước Wellesley (sinh 2010)
          - (3) Hon. Alfred Wellesley (sinh 2014)

        - (4) Lãnh chúa Frederick Wellesley (sinh 1992)

      - (5) Lãnh chúa Richard Wellesley (sinh 1949)
      - (6) Lãnh chúa John Wellesley (sinh 1954)
        - (7) Gerald Wellesley (sinh 1981)

      - (8) Lãnh chúa James Wellesley (sinh 1956)[4]
        - (9) Oliver Wellesley (sinh 2005)

  - Lãnh chúa George Wellesley (1889–1967)
    - Richard Wellesley (1920–1984)
      - John Wellesley (1962–2009)
        - (10) Thomas Wellesley (sinh 2000)

Nếu dòng kế vị nam giới trực tiếp từ Công tước đầu tiên xứ Wellington bị tuyệt tự, thì công tước và các tước hiệu phụ của nó trong quý tộc Anh cũng sẽ bị bãi bỏ, cũng như các tước hiệu Thân vương xứ Waterloo trong quý tộc Hà Lan và tước vị công tước Chiến thắng và các tước vị phụ trong quý tộc Bồ Đào Nha. Lãnh địa Công tước Ciudad Rodrigo trong giới quý tộc Tây Ban Nha, cùng với các tước hiệu phụ của nó, sẽ tiếp tục được nắm giữ theo dòng dõi nữ giới của vị Công tước đầu tiên vì theo luật Tây Ban Nha thì nữ vẫn được thừa kế tước vị. Bá tước và nam tước xứ Mornington, cùng với tử tước Wellesley, tất cả đều là tước vị của quý tộc Ireland, sẽ trở lại dòng dõi của Bá tước Cowley, hậu duệ nam của một em trai của Công tước đầu tiên xứ Wellington.
Gia đình Colley hay Cowley đã đến Ireland từ Glaston, ở Rutland vào khoảng năm 1500; Ngài Henry Colley được Vua Henry VIII của Anh nâng lên hàng quý tộc với tước hiệu là Lãnh chúa xứ Glaston. Ông kết hôn với con gái của Thomas Cusack, Thủ hiến Ireland, Catherine Wellesley Cusack (mất 1598) có bà nội là người nhà Wellesley.  Sau cái chết của người anh họ Garret Wesley và quyền thừa kế các điền trang Dangan và Mornington, Richard Colley (mất 1758) và vợ là Elizabeth Sale (mất ngày 17 tháng 6 năm 1738) con gái của John Sale, Registrar của Giáo phận Dublin, vào ngày 23 tháng 12 năm 1719. lấy tên Wellesley (từ cả họ ngoại của Elizabeth là Catherine Wellesley Cusack bà nội của cô) và thông qua Gia đình chồng cô, anh họ của anh ấy, Garret Wesley (Wellesley).
| | | | | Công tước xứ Ciudad Rodrigo (Tây Ban Nha), 1812 Công tước xứ Victoria (Bồ Đào Nha), 1812 CÔNG TƯỚC XỨ WELLINGTON, 1814 Thân vương xứ Waterloo (Hà Lan), 1815 | | | | | | | | | |  |  | | | | | | |  |  |  |  |  |  |  |  |  |  |  |  |  |  |  |  |  |  |
| | | | | Arthur Wellesley, Đệ nhất công tước xứ Wellington, Đệ nhất công tước xứ Ciudad Rodrigo (1769–1852)                                                           | | | | | | | | | |  |  | | | | | | |  |  |  |  |  |  |  |  |  |  |  |  |  |  |  |  |  |  |
| | | | | | | | | | | | | | |  |  | | | | | | |  |  |  |  |  |  |  |  |  |  |  |  |  |  |  |  |  |  |
| | | | | | | | | | | | | | |  |  | | | | | | |  |  |  |  |  |  |  |  |  |  |  |  |  |  |  |  |  |  |
| Arthur Richard Wellesley, Đệ nhị công tước xứ Wellington, Đệ nhị công tước xứ Ciudad Rodrigo (1807–1884) | Arthur Richard Wellesley, Đệ nhị công tước xứ Wellington, Đệ nhị công tước xứ Ciudad Rodrigo (1807–1884) | Arthur Richard Wellesley, Đệ nhị công tước xứ Wellington, Đệ nhị công tước xứ Ciudad Rodrigo (1807–1884) | Arthur Richard Wellesley, Đệ nhị công tước xứ Wellington, Đệ nhị công tước xứ Ciudad Rodrigo (1807–1884) | Arthur Richard Wellesley, Đệ nhị công tước xứ Wellington, Đệ nhị công tước xứ Ciudad Rodrigo (1807–1884)                                                     | Arthur Richard Wellesley, Đệ nhị công tước xứ Wellington, Đệ nhị công tước xứ Ciudad Rodrigo (1807–1884) | | | Lãnh chúa Charles Wellesley (1808–1858)                                                                       | Lãnh chúa Charles Wellesley (1808–1858)                                                                       | Lãnh chúa Charles Wellesley (1808–1858)                                                                       | Lãnh chúa Charles Wellesley (1808–1858)                                                                       | Lãnh chúa Charles Wellesley (1808–1858)                                                                       | Lãnh chúa Charles Wellesley (1808–1858)                                                                       |  |  | | | | | | |  |  |  |  |  |  |  |  |  |  |  |  |  |  |  |  |  |  |
| Arthur Richard Wellesley, Đệ nhị công tước xứ Wellington, Đệ nhị công tước xứ Ciudad Rodrigo (1807–1884) | Arthur Richard Wellesley, Đệ nhị công tước xứ Wellington, Đệ nhị công tước xứ Ciudad Rodrigo (1807–1884) | Arthur Richard Wellesley, Đệ nhị công tước xứ Wellington, Đệ nhị công tước xứ Ciudad Rodrigo (1807–1884) | Arthur Richard Wellesley, Đệ nhị công tước xứ Wellington, Đệ nhị công tước xứ Ciudad Rodrigo (1807–1884) | Arthur Richard Wellesley, Đệ nhị công tước xứ Wellington, Đệ nhị công tước xứ Ciudad Rodrigo (1807–1884)                                                     | Arthur Richard Wellesley, Đệ nhị công tước xứ Wellington, Đệ nhị công tước xứ Ciudad Rodrigo (1807–1884) | | | Lãnh chúa Charles Wellesley (1808–1858)                                                                       | Lãnh chúa Charles Wellesley (1808–1858)                                                                       | Lãnh chúa Charles Wellesley (1808–1858)                                                                       | Lãnh chúa Charles Wellesley (1808–1858)                                                                       | Lãnh chúa Charles Wellesley (1808–1858)                                                                       | Lãnh chúa Charles Wellesley (1808–1858)                                                                       |  |  | | | | | | |  |  |  |  |  |  |  |  |  |  |  |  |  |  |  |  |  |  |
| | | | | | | | | | | | | | |  |  | | | | | | |  |  |  |  |  |  |  |  |  |  |  |  |  |  |  |  |  |  |
| Henry Wellesley, Công tước thứ 3 xứ Wellington, Công tước thứ 3 xứ Ciudad Rodrigo (1846–1900)            | Henry Wellesley, Công tước thứ 3 xứ Wellington, Công tước thứ 3 xứ Ciudad Rodrigo (1846–1900)            | Henry Wellesley, Công tước thứ 3 xứ Wellington, Công tước thứ 3 xứ Ciudad Rodrigo (1846–1900)            | Henry Wellesley, Công tước thứ 3 xứ Wellington, Công tước thứ 3 xứ Ciudad Rodrigo (1846–1900)            | Henry Wellesley, Công tước thứ 3 xứ Wellington, Công tước thứ 3 xứ Ciudad Rodrigo (1846–1900)                                                                | Henry Wellesley, Công tước thứ 3 xứ Wellington, Công tước thứ 3 xứ Ciudad Rodrigo (1846–1900)            | | | Arthur Charles Wellesley, Công tước thứ 4 xứ Wellington, Công tước thứ 4 xứ Ciudad Rodrigo (1849–1934)        | Arthur Charles Wellesley, Công tước thứ 4 xứ Wellington, Công tước thứ 4 xứ Ciudad Rodrigo (1849–1934)        | Arthur Charles Wellesley, Công tước thứ 4 xứ Wellington, Công tước thứ 4 xứ Ciudad Rodrigo (1849–1934)        | Arthur Charles Wellesley, Công tước thứ 4 xứ Wellington, Công tước thứ 4 xứ Ciudad Rodrigo (1849–1934)        | Arthur Charles Wellesley, Công tước thứ 4 xứ Wellington, Công tước thứ 4 xứ Ciudad Rodrigo (1849–1934)        | Arthur Charles Wellesley, Công tước thứ 4 xứ Wellington, Công tước thứ 4 xứ Ciudad Rodrigo (1849–1934)        |  |  | | | | | | |  |  |  |  |  |  |  |  |  |  |  |  |  |  |  |  |  |  |
| Henry Wellesley, Công tước thứ 3 xứ Wellington, Công tước thứ 3 xứ Ciudad Rodrigo (1846–1900)            | Henry Wellesley, Công tước thứ 3 xứ Wellington, Công tước thứ 3 xứ Ciudad Rodrigo (1846–1900)            | Henry Wellesley, Công tước thứ 3 xứ Wellington, Công tước thứ 3 xứ Ciudad Rodrigo (1846–1900)            | Henry Wellesley, Công tước thứ 3 xứ Wellington, Công tước thứ 3 xứ Ciudad Rodrigo (1846–1900)            | Henry Wellesley, Công tước thứ 3 xứ Wellington, Công tước thứ 3 xứ Ciudad Rodrigo (1846–1900)                                                                | Henry Wellesley, Công tước thứ 3 xứ Wellington, Công tước thứ 3 xứ Ciudad Rodrigo (1846–1900)            | | | Arthur Charles Wellesley, Công tước thứ 4 xứ Wellington, Công tước thứ 4 xứ Ciudad Rodrigo (1849–1934)        | Arthur Charles Wellesley, Công tước thứ 4 xứ Wellington, Công tước thứ 4 xứ Ciudad Rodrigo (1849–1934)        | Arthur Charles Wellesley, Công tước thứ 4 xứ Wellington, Công tước thứ 4 xứ Ciudad Rodrigo (1849–1934)        | Arthur Charles Wellesley, Công tước thứ 4 xứ Wellington, Công tước thứ 4 xứ Ciudad Rodrigo (1849–1934)        | Arthur Charles Wellesley, Công tước thứ 4 xứ Wellington, Công tước thứ 4 xứ Ciudad Rodrigo (1849–1934)        | Arthur Charles Wellesley, Công tước thứ 4 xứ Wellington, Công tước thứ 4 xứ Ciudad Rodrigo (1849–1934)        |  |  | | | | | | |  |  |  |  |  |  |  |  |  |  |  |  |  |  |  |  |  |  |
| | | | | | | | | | | | | | |  |  | | | | | | |  |  |  |  |  |  |  |  |  |  |  |  |  |  |  |  |  |  |
| | | | | Arthur Charles Wellesley, Công tước thứ 5 xứ Wellington, Công tước thứ 5 xứ Ciudad Rodrigo (1876–1941)                                                       | Arthur Charles Wellesley, Công tước thứ 5 xứ Wellington, Công tước thứ 5 xứ Ciudad Rodrigo (1876–1941)   | Arthur Charles Wellesley, Công tước thứ 5 xứ Wellington, Công tước thứ 5 xứ Ciudad Rodrigo (1876–1941) | Arthur Charles Wellesley, Công tước thứ 5 xứ Wellington, Công tước thứ 5 xứ Ciudad Rodrigo (1876–1941) | Arthur Charles Wellesley, Công tước thứ 5 xứ Wellington, Công tước thứ 5 xứ Ciudad Rodrigo (1876–1941)        | Arthur Charles Wellesley, Công tước thứ 5 xứ Wellington, Công tước thứ 5 xứ Ciudad Rodrigo (1876–1941)        | | | | |  |  | Gerald Wellesley, Công tước thứ 7 xứ Wellington, Công tước thứ 8 xứ Ciudad Rodrigo (1885–1972)                 | Gerald Wellesley, Công tước thứ 7 xứ Wellington, Công tước thứ 8 xứ Ciudad Rodrigo (1885–1972)          | Gerald Wellesley, Công tước thứ 7 xứ Wellington, Công tước thứ 8 xứ Ciudad Rodrigo (1885–1972)          | Gerald Wellesley, Công tước thứ 7 xứ Wellington, Công tước thứ 8 xứ Ciudad Rodrigo (1885–1972)          | Gerald Wellesley, Công tước thứ 7 xứ Wellington, Công tước thứ 8 xứ Ciudad Rodrigo (1885–1972)          | Gerald Wellesley, Công tước thứ 7 xứ Wellington, Công tước thứ 8 xứ Ciudad Rodrigo (1885–1972)          |  |  |  |  |  |  |  |  |  |  |  |  |  |  |  |  |  |  |
| | | | | Arthur Charles Wellesley, Công tước thứ 5 xứ Wellington, Công tước thứ 5 xứ Ciudad Rodrigo (1876–1941)                                                       | Arthur Charles Wellesley, Công tước thứ 5 xứ Wellington, Công tước thứ 5 xứ Ciudad Rodrigo (1876–1941)   | Arthur Charles Wellesley, Công tước thứ 5 xứ Wellington, Công tước thứ 5 xứ Ciudad Rodrigo (1876–1941) | Arthur Charles Wellesley, Công tước thứ 5 xứ Wellington, Công tước thứ 5 xứ Ciudad Rodrigo (1876–1941) | Arthur Charles Wellesley, Công tước thứ 5 xứ Wellington, Công tước thứ 5 xứ Ciudad Rodrigo (1876–1941)        | Arthur Charles Wellesley, Công tước thứ 5 xứ Wellington, Công tước thứ 5 xứ Ciudad Rodrigo (1876–1941)        | | | | |  |  | Gerald Wellesley, Công tước thứ 7 xứ Wellington, Công tước thứ 8 xứ Ciudad Rodrigo (1885–1972)                 | Gerald Wellesley, Công tước thứ 7 xứ Wellington, Công tước thứ 8 xứ Ciudad Rodrigo (1885–1972)          | Gerald Wellesley, Công tước thứ 7 xứ Wellington, Công tước thứ 8 xứ Ciudad Rodrigo (1885–1972)          | Gerald Wellesley, Công tước thứ 7 xứ Wellington, Công tước thứ 8 xứ Ciudad Rodrigo (1885–1972)          | Gerald Wellesley, Công tước thứ 7 xứ Wellington, Công tước thứ 8 xứ Ciudad Rodrigo (1885–1972)          | Gerald Wellesley, Công tước thứ 7 xứ Wellington, Công tước thứ 8 xứ Ciudad Rodrigo (1885–1972)          |  |  |  |  |  |  |  |  |  |  |  |  |  |  |  |  |  |  |
| | | | | | | | | | | | | | |  |  | | | | | | |  |  |  |  |  |  |  |  |  |  |  |  |  |  |  |  |  |  |
| Anne Rhys, Nữ công tước thứ 7 xứ Ciudad Rodrigo (1910–1998)                                              | Anne Rhys, Nữ công tước thứ 7 xứ Ciudad Rodrigo (1910–1998)                                              | Anne Rhys, Nữ công tước thứ 7 xứ Ciudad Rodrigo (1910–1998)                                              | Anne Rhys, Nữ công tước thứ 7 xứ Ciudad Rodrigo (1910–1998)                                              | Anne Rhys, Nữ công tước thứ 7 xứ Ciudad Rodrigo (1910–1998)                                                                                                  | Anne Rhys, Nữ công tước thứ 7 xứ Ciudad Rodrigo (1910–1998)                                              | | | Henry Valerian George Wellesley, Công tước thứ 6 xứ Wellington, Công tước thứ 6 xứ Ciudad Rodrigo (1912–1943) | Henry Valerian George Wellesley, Công tước thứ 6 xứ Wellington, Công tước thứ 6 xứ Ciudad Rodrigo (1912–1943) | Henry Valerian George Wellesley, Công tước thứ 6 xứ Wellington, Công tước thứ 6 xứ Ciudad Rodrigo (1912–1943) | Henry Valerian George Wellesley, Công tước thứ 6 xứ Wellington, Công tước thứ 6 xứ Ciudad Rodrigo (1912–1943) | Henry Valerian George Wellesley, Công tước thứ 6 xứ Wellington, Công tước thứ 6 xứ Ciudad Rodrigo (1912–1943) | Henry Valerian George Wellesley, Công tước thứ 6 xứ Wellington, Công tước thứ 6 xứ Ciudad Rodrigo (1912–1943) |  |  | Arthur Valerian Wellesley, Công tước thứ 8 xứ Wellington, Công tước thứ 9 xứ Ciudad Rodrigo (1915–2014)        | Arthur Valerian Wellesley, Công tước thứ 8 xứ Wellington, Công tước thứ 9 xứ Ciudad Rodrigo (1915–2014) | Arthur Valerian Wellesley, Công tước thứ 8 xứ Wellington, Công tước thứ 9 xứ Ciudad Rodrigo (1915–2014) | Arthur Valerian Wellesley, Công tước thứ 8 xứ Wellington, Công tước thứ 9 xứ Ciudad Rodrigo (1915–2014) | Arthur Valerian Wellesley, Công tước thứ 8 xứ Wellington, Công tước thứ 9 xứ Ciudad Rodrigo (1915–2014) | Arthur Valerian Wellesley, Công tước thứ 8 xứ Wellington, Công tước thứ 9 xứ Ciudad Rodrigo (1915–2014) |  |  |  |  |  |  |  |  |  |  |  |  |  |  |  |  |  |  |
| Anne Rhys, Nữ công tước thứ 7 xứ Ciudad Rodrigo (1910–1998)                                              | Anne Rhys, Nữ công tước thứ 7 xứ Ciudad Rodrigo (1910–1998)                                              | Anne Rhys, Nữ công tước thứ 7 xứ Ciudad Rodrigo (1910–1998)                                              | Anne Rhys, Nữ công tước thứ 7 xứ Ciudad Rodrigo (1910–1998)                                              | Anne Rhys, Nữ công tước thứ 7 xứ Ciudad Rodrigo (1910–1998)                                                                                                  | Anne Rhys, Nữ công tước thứ 7 xứ Ciudad Rodrigo (1910–1998)                                              | | | Henry Valerian George Wellesley, Công tước thứ 6 xứ Wellington, Công tước thứ 6 xứ Ciudad Rodrigo (1912–1943) | Henry Valerian George Wellesley, Công tước thứ 6 xứ Wellington, Công tước thứ 6 xứ Ciudad Rodrigo (1912–1943) | Henry Valerian George Wellesley, Công tước thứ 6 xứ Wellington, Công tước thứ 6 xứ Ciudad Rodrigo (1912–1943) | Henry Valerian George Wellesley, Công tước thứ 6 xứ Wellington, Công tước thứ 6 xứ Ciudad Rodrigo (1912–1943) | Henry Valerian George Wellesley, Công tước thứ 6 xứ Wellington, Công tước thứ 6 xứ Ciudad Rodrigo (1912–1943) | Henry Valerian George Wellesley, Công tước thứ 6 xứ Wellington, Công tước thứ 6 xứ Ciudad Rodrigo (1912–1943) |  |  | Arthur Valerian Wellesley, Công tước thứ 8 xứ Wellington, Công tước thứ 9 xứ Ciudad Rodrigo (1915–2014)        | Arthur Valerian Wellesley, Công tước thứ 8 xứ Wellington, Công tước thứ 9 xứ Ciudad Rodrigo (1915–2014) | Arthur Valerian Wellesley, Công tước thứ 8 xứ Wellington, Công tước thứ 9 xứ Ciudad Rodrigo (1915–2014) | Arthur Valerian Wellesley, Công tước thứ 8 xứ Wellington, Công tước thứ 9 xứ Ciudad Rodrigo (1915–2014) | Arthur Valerian Wellesley, Công tước thứ 8 xứ Wellington, Công tước thứ 9 xứ Ciudad Rodrigo (1915–2014) | Arthur Valerian Wellesley, Công tước thứ 8 xứ Wellington, Công tước thứ 9 xứ Ciudad Rodrigo (1915–2014) |  |  |  |  |  |  |  |  |  |  |  |  |  |  |  |  |  |  |
| | | | | | | | | | | | | | |  |  | Arthur Charles Valerian Wellesley, Công tước thứ 9 xứ Wellington, Công tước thứ 10 xứ Ciudad Rodrigo (b. 1945) | | | | | |  |  |  |  |  |  |  |  |  |  |  |  |  |  |  |  |  |  |
| | | | | | | | | | | | | | |  |  | | | | | | |  |  |  |  |  |  |  |  |  |  |  |  |  |  |  |  |  |  |
| | | | | | | | | | | | | | |  |  | Arthur Gerald Wellesley, Hầu tước xứ Douro (b. 1978)                                                           | | | | | |  |  |  |  |  |  |  |  |  |  |  |  |  |  |  |  |  |  |
| | | | | | | | | | | | | | |  |  | | | | | | |  |  |  |  |  |  |  |  |  |  |  |  |  |  |  |  |  |  |
| | | | | | | | | | | | | | |  |  | Arthur Darcy Wellesley, Bá tước xứ Mornington (b. 2010)                                                        | | | | | |  |  |  |  |  |  |  |  |  |  |  |  |  |  |  |  |  |  |